# Храповицкий, Иасон Семёнович
Иасон (Ясон) Семенович Храповицкий (1785—1851) — российский военный и государственный деятель, генерал-майор, тайный советник, смоленский губернатор.

## Биография
Сын Семёна Яковлевича Храповицкого (1752—1819) — юхновского уездного предводителя дворянства, и его жены Марии Львовны Чернышевой. Брат Ивана Семёновича Храповицкого.
Военную службу начал в 1801 году в чине унтер-офицера конной гвардии. В 1802 году произведен в корнеты и переведен в Павлоградский гусарский полк, в составе которого участвовал в войне 1805—1806 гг. в Саксонии, Баварии, Австрии и Пруссии, и был награждён за храбрость орденом Св. Анны.
В 1807 переведен штаб-ротмистром в Волынский уланский полк. Участвовал в сражении при Прейсиш-Эйлау, за что пожалован золотым крестом. В 1808 произведен в ротмистры, участвовал в войне с турками. В 1810 отличился при штурме крепости Бани и в сражении при Ясики, где командовал двумя эскадронами Волынских улан. Награждён орденом Св. Владимира 4-й степени с бантом.
Проявил особенное мужество при Прагове (6 сентября 1810), где под ним была убита лошадь, награждён золотой саблей. В 1811 за бой при Калафате получает орден Св. Анны 2 степени и произведен в майоры.
В Отечественную войну 1812 года командир 2-го Украинского казачьего полка. В 1813 участвовал в битвах при Бауцене и под Лейпцигом, за отличие награждён орденом св. Владимира 3 степени.
В 1814 произведен в полковники. В 1818 назначен командиром 2-й бригады 3-й Уланской дивизии; в 1820 произведен в генерал-майоры и в следующем году перешёл на гражданскую службу с чином действительного статского советника.
В 1823—1829 - смоленский губернатор. 4 октября 1826 года произведён в действительные статские советники. В 1827 награждён орденом св. Анны 1 степени. Оказался замешанным в ряде скандалов, связанных с денежными махинациями, что вынудило его написать прошение об отставке по состоянию здоровья. Оно было удовлетворено в январе 1829 г.
В последующем избирался предводителем дворянства Краснинского уезда (1835—1837), смоленским губернским предводителем дворянства (1838—1839), состоял членом Совета Министра внутренних дел. 
Автор «Записок» о битве при Березине 1812 года.

## Награды
Российской империи:
- Орден Святой Анны 4-й степени (1805)
- Золотая шпага «За храбрость» (1805)
- Крест «За победу при Прейсиш-Эйлау» (1807)
- Орден Святого Владимира 4-й степени с бантом (1810)
- Орден Святой Анны 2-й степени (1812)
- Орден Святого Владимира 3-й степени (1814)
- Орден Святой Анны 1-й степени (1827); императорская корона к ордену (1840).
- Орден Святого Георгия 4-й степени за 25 лет беспорочной службы в офицерских чинах (№ 6197; 11 декабря 1840)
- Знак отличия беспорочной службы за XL лет (1849)

Иностранных государств:
- Орден «Pour le Mérite» (17 декабря 1813, королевство Пруссия)[2]
- Орден «Pour la vertu militaire» (26 мая 1815, ландграфство Гессен-Кассель)[3]

## Семья
- Жена — Елизавета Андреевна Клейнмихель (1795—1842).
- Сын Сергей (род. 29 августа 1829).